# Kup europskih prvaka u rukometu 1986./87.
Ovo je 27. izdanje Kupa europskih prvaka u rukometu. Sudjelovale su 24 momčadi. Nakon dva kruga izbacivanja igrale su se četvrtzavršnica, poluzavršnica i završnica. Hrvatska nije imala predstavnike u ovoj sezoni. 

## Turnir

### Poluzavršnica
- TUSEM Essen -  SKA Minsk 23:23, 24:25
- Metaloplastika Šabac -  Wybrzeże Gdańsk 26:33, 26:24

### Završnica
- SKA Minsk -  Wybrzeże Gdańsk 32:24, 30:25

- europski prvak:  SKA Minsk (prvi naslov)

## Vanjske poveznice
- Opširnije